# مستخدم الكومبيوتر الغبي

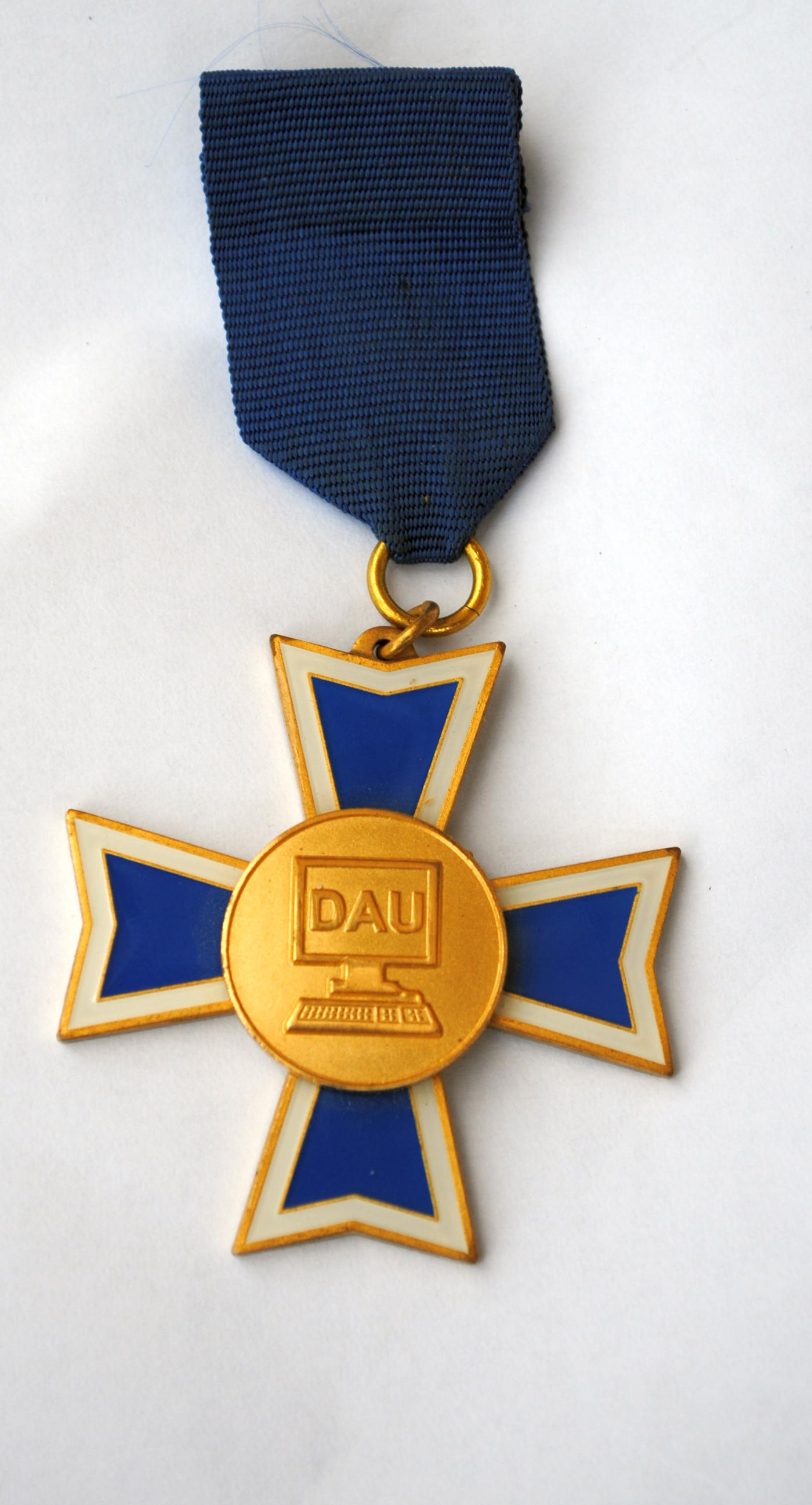
مستخدم الكمبيوتر الغبي

مستخدم الكمبيوتر الغبي في الإنترنت عامية قبل تعميم الإنترنت في أواخر 1990s، تعريف luser (توسعت في بعض الأحيان إلى المستخدم المحلي؛ أيضا luzer أو luzzer) بأنه مزعج مؤلم، غبي، أو مزعج مستخدم الكمبيوتر. الكلمة مزيج من «خاسر» و «مستخدم». بين المتسللين، كلمة luser يأخذ معنى واسعا، في إشارة إلى أي مستخدم عادي (وبعبارة أخرى، وليس «المعلم»)، مع ما يعني أن الشخص هو أيضا خاسر. المصطلح قابل للتبديل جزئيًا مع مصطلح الهاكر lamer .

## نبذة
يمكن أن يشير أيضًا إلى الشخص العادي الذي يتمتع بامتيازات حساب المستخدم فقط، على عكس المستخدم القوي أو المسؤول، الذي لديه معرفة بحسابات المستخدم المتميز والوصول إليها ؛ على سبيل المثال، خاسر نهائي لا يمكن الوثوق به بحساب جذر لإدارة النظام. هذا المصطلح هو شعبية مع موظفي الدعم الفني الذين لديهم للتعامل مع lusers كجزء من عملهم، وغالبا ما تستخدم مجازا LART (Luser الموقف إعادة التكيف أداة، والمعروف أيضا باسم دليل من قبل أربعة،  عصا دليل، أو cluebat)، وهذا يعني إيقاف وصول المستخدم إلى موارد الكمبيوتر وما إلى ذلك.

## تاريخ
ينص ملف المصطلحات اللغوية المتخصصة على أن الكلمة صيغت حوالي عام 1975 في معهد ماساتشوستس للتكنولوجيا. في إطار أنظمة النقل الذكية، عندما سار المستخدم لأول مرة إلى محطة طرفية في معهد ماساتشوستس للتكنولوجيا وكتب التحكم- Z لجذب انتباه الكمبيوتر، قام بطباعة بعض معلومات الحالة، بما في ذلك عدد الأشخاص الذين يستخدمون الكمبيوتر بالفعل. ثم تمت كتابة تصحيح للنظام لطباعة «14 خاسرا» بدلا من «14 مستخدما»، على سبيل المزاح. لفترة من الوقت، كافح العديد من المتسللين الذين اختلفوا حول مدى ملاءمة التغيير سرا، كل تغيير الرسالة وراء ظهور الآخرين. في أي وقت مستخدم تسجيل الدخول إلى جهاز الكمبيوتر كان من المحتمل بنفس القدر أن المستخدم سوف نرى، ويقول، «المستخدمين» أو «الخاسرين». وأخيرا، حاول شخص ما حل وسط "lusers"، وأنها عالقة. وفي وقت لاحق، كان لدى اللجنة أيضا الأمر "luser"، الذي حاول استدعاء المساعدة من قائمة المساعدين المعينين.
وعلى الرغم من توقف استخدام ITS في منتصف التسعينيات، استمر استخدام المصطلح في الانتشار، ويرجع ذلك جزئيا إلى أنه في أنظمة تشغيل الكمبيوتر على غرار يونكس، فإن "المستخدم " في أنظمة يعين جميع الحسابات غير المحرومة، في حين أن المستخدم المتميز، أو الجذر، هو حساب المستخدم الخاص المستخدم لإدارة النظام. «الجذر» هو الاسم التقليدي للمستخدم الذي لديه جميع الحقوق أو الأذونات (لجميع الملفات والبرامج) في جميع الأوضاع (مستخدم واحد أو متعدد). ومع ذلك، يستمر الاستخدام، وغالبًا ما يظهر مصطلح "luser" في تعليقات البرنامج وعلى Usenet .
في IRC ، يعد /lusers (الذي يختصر «قائمة المستخدمين») أمر شائع للحصول على عدد المستخدمين المتصلين بملقم أو شبكة اتصال.